# Знакомство с Браунами
«Знакомство с Браунами» (англ. «Meet the Browns») — романтическая американская комедийная мелодрама 2008 года автора сценария, режиссёра и продюсера Тайлера Перри, снятая по его одноимённой пьесе. В картине Перри в эпизодических сценах также воссоздаёт образ Мэдеи. Премьера состоялась 21 марта 2008 года в США.

## Сюжет
Бренда (Анджела Бассетт), мать-одиночка троих детей, живёт в Чикаго. Долгие годы она боролась за то, чтобы удержать их от улиц. В одно мгновенье она получает известие об увольнении, и вечно оптимистичная мать впервые в жизни испытывает удушающее чувство безнадёжности. Когда Бренда получает уведомление о смерти отца, которого никогда не встречала, то быстро собирает детей и отправляется в Джорджию, преследуя цель познакомиться со своей роднёй.
Приехав в гости в южную часть страны, Бренда приятно удивлена, обнаружив, что существует большая семья, о которой она не подозревала. Равно как и они о ней. Грубый, но добродушный клан приветствует Бренду и детей с распростёртыми объятиями. Здесь, в совершенно иной атмосфере, состоящей из длинного лета и частых поездок на окружную ярмарку, она ощущает разительный контраст с привычным шумным центром Чикаго. Приезд не был напрасным — в завершение Бренда узнаёт, что отец оставил ей полуразрушенный дом, который общими усилиями приобретает новый вид, а также романтическое знакомство с симпатичным Гарри (Рик Фокс).

## В ролях
- Тайлер Перри — Мэдея/Джо
- Тамела Дж. Манн — Кора Браун
- Дэвид Манн — мистер Браун
- Анджела Бассетт — Бренда
- Лэнс Гросс — Майкл
- Хлоя Бэйли — Тоша
- Мариана Толберт — Лена
- Рик Фокс — Гарри
- София Вергара — Шерил
- Ирма П. Холл — Милдред
- Фрэнки Фэйсон — L.B.
- Маргарет Эйвери — Сара
- Дженифер Льюис — Вера
- Ламман Ракер — Уилл

Сюжет фильма в основном взят из другой работы Перри под названием «What’s Done In The Dark». Там имеется единственная линия, где один из родителей пытается поднять сына-подростка, вовлечённого в торговлю наркотиками для того, чтобы помочь своей матери выйти из финансового краха. Эта идея слабо отображается в фильме. Сам по себе фильм является лишь частью одной из сюжетных линий, вместо того, чтобы быть в центре внимания, как это сделано в оригинальной одноимённой пьесе. На ней основывается вся идея, но с изменёнными деталями в фильме. Мистер Браун не отождествляется как центральный персонаж, он скорее выступает для комического контраста
«Знакомство с Браунами» имеет своё продолжение в виде «одноимённого сериала». Тайлер Перри выступил в нём создателем, режиссёром и исполнительным продюсером. Сериал включает пять сезонов, съёмки проходили с 2009 по 2011 год, через год после выхода фильма «Знакомство с Браунами». В сериале мистер Браун становится главным персонажем

## Критика и отзывы
Фильм получил в основном негативные отзывы критиков. Rotten Tomatoes сообщил, что 32 % критиков дали фильму положительные оценки на основе 56 обзоров. Другой сайт, Metacritic дал картине средний балл в 45 из 100 на основе 14 отзывов.

## Саундтрек
Саундтрек был издан звукозаписывающей компанией «Atlantic Records» 18 марта 2008 года. Трек-лист включает 12 композиций, исполненных в том числе Тамелой Дж. Манн.
- «People Everyday» (Metamorphosis Mix) — Musiq Soulchild feat. Estelle
- «Face To Face» — Coko & Case
- «Sweeter» — Gerald Levert
- «Dig This» — Brandy
- «I’ll Take You There» — Kelly Price
- «Love Again» — Kelly Rowland
- «This Gift» — Deborah Cox
- «Angel» — Chaka Khan
- «Alright» — Ledisi
- «Unify» — Wynter Gordon
- «My Love» — Jill Scott
- «Hallelujah» — Tamela Mann

## Награды и номинации
- «BET Awards» (2008) — номинация в категории «Лучшая актриса» (Анджела Бассетт)
- «Black Reel Awards» (2008) — номинация «Лучший адаптированный сценарий» (Тайлер Перри)
- «Image Awards» (2009) — номинация «Лучшая актриса в кинофильме» (Анджела Бассетт)

## Мировой релиз
Фильм вышел на DVD и Blu-ray 1 июля 2008 года. Сборы от продажи составили $ 17 810 803. Кроме США, он не был показан в других странах.